# Shashe
Der Shashe ist ein Grenzfluss zwischen Botswana und Simbabwe.

## Verlauf
Der Fluss entspringt in Botswana, im äußersten Nordwesten des Limpopo Einzugsgebiet, an der Grenze zu Simbabwe, etwa 50 km westlich von Plumtree. Er fließt insgesamt etwa 360 km durch semiarides Weidegebiet, davon zunächst etwa 100 km nach Süden zum Shashe Damm. Nach dem Stausee schwenkt er nach Osten, und wird kurz vor der Grenze durch den Dikathong Damm, in den auch sein erster größerer Nebenfluss der Tati mündet, gestaut. Ab 3 km nach dem Staudamm bildet der Shashe, abgesehen vom Tuli Circle, die Grenze zwischen Botswana und Simbabwe. Er mündet etwa 50 km vor Beitbridge im Drei-Länder-Eck mit Südafrika in den Limpopo.
In den 1950er Jahren war dieser Fluss in der Regenzeit recht wild und an seinen Ufern lag nur die kleine Polizeistation von Tuli. Heute ist der Fluss gezähmt und in zahlreiche Bewässerungssysteme geleitet. An seinen Ufern finden sich immer mehr Siedlungen. Im untersten Teil fließt der Fluss durch das Limpopo-Shashe Transfrontier Conservation Area, das von Botswana, Simbabwe und der Republik Südafrika betrieben wird.

## Hydrometrie
Die Abflussmenge des Shashe wurde an der Station Lower Shashe, bei etwa 1/4 des Einzugsgebiets, in m³/s gemessen (Werte aus Diagramm abgelesen).

## Staudämme
2012 wurde am Unterlauf des Shashe der Dikgatlhong Dam fertiggestellt. Er soll nach seiner Auffüllung mit 400 Millionen m³ den größten Stausee Botswanas bilden.

## Flussgeschichte
Vor etwa 65 Millionen Jahren mündete der Sambesi nicht in die Straße von Mosambik. Er floss parallel zum Cuando und zu Okavango und mündete wie diese in den Limpopo. Dabei benutzte der Sambesi das Flussbett des Shashe, und der Cuando das des Motloutse.
Durch die Hebung der Ovambo-Kalahari-Simbabwe-Verwerfung (OKZ) entstand eine neue Wasserscheide, die die drei Flüsse vom Limpopo abschnitt und den Makgadikgadisee aufstaute.

## Belege
1. ↑  Parameter and input data uncertainty estimation for theassessment of water resources in two sub-basins of theLimpopo River Basin
2. 1 2  Drought impact mitigation and prevention in the Limpopo River Basin. A situation analysis. In: Land and Water Discussion Paper. FAO Natural Resources Management and Environment Department, 2004, S. „Water Resources“, abgerufen am 26. April 2010 (englisch).
3. 1 2  Limpopo River Basin Focal Project
4. ↑  Dikgatlhong Dam Project. engineeringnews.co.za vom 21. April 2011 (englisch), abgerufen am 22. Juli 2019
5. ↑  A proposed drainage evolution model for Central Africa—Did the Congo flow east?